# Джиоев, Алан Согратович
Алан Согратович Джиоев (осет. Джиоты Алан Сограты фырт) (1965 — 1993) — югоосетинский военачальник, один из основателей и первый заместитель Министра обороны непризнанной Республики Южная Осетия, командующий её вооружёнными силами. Известен под прозвищем Парпат. 

## Биография
Родился в 1965 году в городе Цхинвал. О его детстве и юности известно немного. С началом конфликта в Южной Осетии в начале 1990-х годов стал одним из организаторов сопротивления и формирования вооружённых отрядов.

## Военная деятельность
В 1991–1993 годах принимал активное участие в боевых действиях. Возглавил организацию добровольческих отрядов, численность которых составляла около 2500 человек. Эти формирования стали основой вооружённых сил Южной Осетии. Пользовался большим авторитетом среди бойцов и гражданского населения.

## Гибель
Погиб Парпат в 1993 году в результате покушения. На момент смерти ему было около 28 лет.

## Память
- В 2021 году посмертно награждён высшей наградой Южной Осетии — орденом «Уацамонга».
- В его честь названа улица в городе Цхинвал.
- В Южной Осетии Джиоев считается национальным героем и символом патриотизма.